# 同意投票制
同意投票（英語：approval voting，縮寫：AV），又称为「认可投票」或「赞成投票」，是一种在选举中可以多选的投票制度。 一般使用在單一競選名額上。同意投票也可以使用在多競選名額上，但多競選名額的同意投票有著下述的、迥然不同的特性：同意投票是一種只能對選項選擇同意與否的計分投票，而且不像多數制（最高票者當選制）將選擇兩個以上選項的選票視為廢票。同意投票因為不要求選民將選項按喜好次序排列，所以它可以避免阿羅悖論。
這種投票方法首見於天文學家紀‧歐特威爾（Guy Ottewell）於1968年著、1977年發表的論文The Arithmetic of Voting。「同意投票」一詞為Robert J. Weber於1976年首創，但在1977年由政治科學家Steven Brams和數學家Peter Fishburn完全採用。歷史上，13世紀的威尼斯共和國和19世紀的英國都曾採用近似於同意投票的選舉方法，而今天聯合國也用類似的方法選出秘書長。在美國和許多國家都有人提倡同意投票，但現今沒有採用於任何公職選舉。

## 步驟
每個選民可以選擇任意數目的選項，而每個選項最多只能獲得一票，也就是說，選民可以用投票給該選項與否來表達對選項的同意或不同意。以計分投票制的眼光來看，每個選項只能得零分或一分。得最多票的選項獲勝。

## 例子
假設美國的田纳西州將票選其首府的位置，而該州的人口集中在四個地理位置分散的主要城市。我們可以假定該州的选民全部居住在這四個都市，並且大家都希望首府自己住的都市愈近愈好。
新首府的候選都市有：
- 孟菲斯，田纳西州的最大都市，有42%的选民，但和其他都市距離較遠
- 纳什维尔，有26%的选民
- 诺克斯维尔，有17%的选民
- 查塔努加，有15%的选民

选民對選項排出的喜好順序可能分成以下几类：
| 42% 选民 （靠近孟菲斯）                         | 26% 选民 （靠近纳什维尔）                       | 15% 选民 （靠近查塔努加）                       | 17% 选民 （靠近诺克斯维尔）                     |
| ----------------------------------------------- | ----------------------------------------------- | ----------------------------------------------- | ----------------------------------------------- |
| 1. 孟菲斯 2. 纳什维尔 3. 查塔努加 4. 诺克斯维尔 | 1. 纳什维尔 2. 查塔努加 3. 诺克斯维尔 4. 孟菲斯 | 1. 查塔努加 2. 诺克斯维尔 3. 纳什维尔 4. 孟菲斯 | 1. 诺克斯维尔 2. 查塔努加 3. 纳什维尔 4. 孟菲斯 |

若田納西州有100位選民，每個選民圈選他們最支持的兩個選項，結果將如下：
- 孟菲斯: 42 票
- 納什維爾: 68 票（中選）
- 查塔努加: 58 票
- 諾克斯維爾: 32 票

## 戰術投票的可能性
同意投票有以下兩種相抵觸的特性：一方面同意投票不適用later-no-harm criterion，所以一位選民投票給某個選項時可能會使他更喜好的另一個選項落選；另一方面同意投票滿足monotonicity criterion，所以一位選民若不投票給某個選項不但無助於此選項勝出，還可能使其輸給他比較不愛的選項。無論如何，選民總得冒著喜好次序較低的選項獲勝的風險。有一些最佳策略可以幫助投票者在投票時權衡利弊。
羅傑·梅爾森和羅伯特·韋伯（Robert J. Weber）提出一個理性投票者模型，此模型指出應該投票給具有正面準評級（positive prospective rating）的選項。此一策略為最佳策略，因為在選民人數足夠多的情況，以及前述模型的其他條件限制下，它極大化了選票的效用。
一個採用最佳投票策略的選民必然投給他最喜好的選項而不投給他最厭惡的選項，但他可能投給某一個選項而不投給另一些喜好次序較高的選項。
還有一些投票策略，它們在特殊情況下結果會與最佳策略相符，例如：
- 投給具有高於平均的效用的選項。在選民不知道其他人的投票行為時，此為最佳策略。[3]
- 投給喜好次序高於最有可能勝出者的選項，並且若最有可能勝出者的喜好次序高次第二可能勝出者時，也一併投給它。當選項數目在三個以下時，此為最佳策略。或者當最有可能及第二可能勝出者平手的機率遠高於其他選項平手的機率時，這個策略也是最佳的。
- 投給兩個領先者中，喜好次序較高的那個。當投票者最屬意的選項是兩個領先者之一，並且出現其它競爭者以最高票平手之情形的機率微乎其微時，此為最佳策略。
- 投給你最屬意的選項。當只有一個競爭者具有正面準評級（positive prospective rating）時，此為最佳策略。

### 戰術投票的例子
同樣使用上述選擇田納西州首府的例子。若查塔努加是納什維爾最強勁的對手，則納什維爾的選民將只投給納什維爾，因為納什維爾是目前領先的選項，而當地的選民並不喜好其它選項。查塔努加及諾克斯維爾的選民將不會投票給納什維爾，因為他們不希望查塔努加輸給納什維爾。如此投票結果將是：
- 孟菲斯: 42 票
- 納什維爾: 68 票（中選）
- 查塔努加: 32 票
- 諾克斯維爾: 32 票

若現在第二領先的選項改成孟菲斯，當地的選民將不會投票給納什維爾，而查塔努加及諾克斯維爾的選民將投給納什維爾，不投給孟菲斯。投票結果將是：
- 孟菲斯: 42 票
- 納什維爾: 58 票（中選）
- 查塔努加: 32 票
- 諾克斯維爾: 32 票

不同的投票策略可能會造成不同的選舉結果，但也可能毫無影響。上述就是一個投票結果不受影響的例子。

## 對選舉的影響
以同意投票制做為選制改革的一種手段並非不受批評，例如民主與投票中心（一個提倡排序複選制的團體）就認為同意投票將選出各方人選中的「最小公分母」，也就是選出不被多數人厭惡，也不被多數人喜愛的結果，but this could also be seen as an inherent strength against demagoguery in favor of a discreet popularity. 而支持同意投票的Steven Brams和Dudley R. Herschbach於2001年在《科學》雜誌上發表了一篇研究報告，指出同意投票制比偏好投票制更為公平 。
另一項研究指出若法國在2002年總統大選採用同意投票而非複數投票，結果將是席哈克和若斯潘進入第二輪投票，而非席哈克與勒龐。如果事實如此，同意投票會產生較合理的選舉結果，因為勒龐的政治立場過於激進，在第二輪投票就以極大差距敗北。

## 其他議題和比較
同意投票有以下的一些特色：
- 它不像孔多塞投票法、排序複選制等將選項排序的選舉方法一樣必須大幅改變選票設計、投票程序和投開票所設備，而對選民也易學易懂，比較不會產生廢票、爭議票和重新計票的問題。
- 它也不像孔多塞投票法、排序複選制和波達計數法等方法提供候選人負面攻擊的誘因。
- 每位選民可以投任意多次票，但每個選項最多只能投一次。這敘述等價於：選民可以用投票給某選項與否來表達支持或不支持該選項，又等價於：在計分投票制裡，每個選項都給予一分或零分。

### 多人當選
同意投票是可以有多個得勝者。

#### 連記民意調查
它的優點是投票者不會害怕過度投票而損害了較高支持的選擇。

## 選票種類
選票至少四種不同的形式。最簡單的形式是空白選票，選民手寫上他們支持的候選人的姓名。更有條理的選票列出所有候選人，選民標記他們支持的每個候選人。更明確的結構化選票可以列出候選人，並提供兩個選擇。（候選人名單選票也可以包括寫入候選人的空格。）

## 變形
「與能投票制」（Vote for Good，簡稱VG）是同意投票制的一種變形，不過與能投票制亦加入了「以上皆非」（none of the above）的概念，因而構成了一種全新的投票制度。由於此制的精神與同意投票制類似，因此同意投票制的優點，此制也有。與能投票制與同意投票制主要的差異有三：
一、限制圈項數：同意投票制並未限制選民可圈選多少個肯認票，因此若執政者有心作票，只要在沒有蓋滿的選票上動手腳，原本不被選民認可的候選人（或選項）亦可得到高票，而且極難在事後檢查出來。由於同意投票制有如此風險，所以此制便限制了一張選票的圈項數。在此制中，選民並非完全自由地可在選票上投給全部的候選人（或選項）；選民在一張選票上只有固定的圈項數，因此選民勢必得審慎地進行投票。
二、增列「其餘皆非」選項：與能投票制與同意投票制的另一項不同處在於此制吸納了「以上皆非」選項的精神。此制吸納了近年來一些社運團體開始主張在選票上增列「以上皆非」的選項，提供選民用以淘汰不適任候選人（或選項）的機制這個訴求，在選票上增列了「其餘皆非」的選項：在選票上，選民可以圈選認可的候選人（或選項），亦可以圈選「其餘皆非」；最後在計算得票時，任何得票低於「其餘皆非」的候選人（或選項），無論其名次多高，一律視為落選，而且該屆期（含補選）均不得再次參選。
三、圈項數恰好用完：結合前述二點，與能投票制發展出獨特的計票方式。在以亂數進行蒙地卡羅法比較了黑爾數額（Hare quota）、茵派阿里數額（Imperiali quota）、卓普數額（Droop quota）等三種選票數額的計算法後，此制採行了「二一數額」法來計算選票數：
設候選人總數Ｃ，應選席數為Ｓ，則對於任何採行與能投票制的選舉而言，每個選民在選票上，總共可以圈記「（Ｃ＋Ｓ）／２，然後無條件進位至整數」個候選人或選項。舉例而言，假設一場選舉中總共有六名候選人角逐兩個席次，則選民便可在選票上圈記(6+2) / 2 = 4次；亦即，選民可於此六名候選人中，將自己的肯定票分別投給最多四個不同的候選人。

## 外部連結
- Citizens for Approval Voting
- Americans for Approval Voting （页面存档备份，存于）
- Approval Voting Free Association Wiki （页面存档备份，存于）
- Approval Voting: A Better Way to Select a Winner Article by Steven J. Brams.
- Approval Voting on Dichotomous Preferences （页面存档备份，存于） Article by Marc Vorsatz.
- Scoring Rules on Dichotomous Preferences （页面存档备份，存于） Article by Marc Vorsatz.
- Approval Voting: An Experiment during the French 2002 Presidential Election Article by Jean-François Laslier and Karine Vander Straeten.
- The Arithmetic of Voting article by Guy Ottewell
- Critical Strategies Under Approval Voting: Who Gets Ruled In And Ruled Out （页面存档备份，存于） Article by Steven J. Brams and M. Remzi Sanver.
- Going from Theory to Practice:The Mixed Success of Approval Voting（页面存档备份，存于） Article by Steven J. Brams and Peter C. Fishburn.

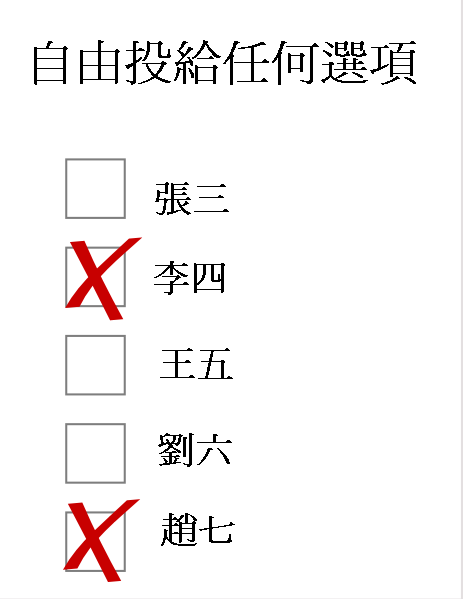
在一張同意投票的選單上，投票者可以選擇支持任何候選內容。

- Strategic approval voting in a large electorate Article by Jean-François Laslier.
- Spatial approval voting Article by Jean-François Laslier, published in Political Analysis (2006).
- Approval Voting with Endogenous Candidates An article by Arnaud Dellis and Mandor P. Oak.
- Generalized Spectral Analysis for Large Sets of Approval Voting Data Article by David Thomas Uminsky.
- Approval Voting and Parochialism Article by Jonathan Baron, Nicole Altman and Stephan Kroll.